# József de Révay
József de Révay, född 20 oktober 1902 i Nitra, död 19 april 1945 i Gyömrő, var en ungersk ishockeyspelare. Han var med i det ungerska ishockeylandslaget som kom på elfte plats, vilket innebar sista plats, i Olympiska vinterspelen 1928 i Sankt Moritz.